# Shimako Iwai
Shimako Iwai (japanisch 岩井 志麻子; * 5. Dezember 1964 in Wake, Präfektur Okayama) ist eine japanische Schriftstellerin, Kolumnistin, tarento (タレント abgeleitet vom englischen talent, zu Deutsch Medienpersönlichkeit), Schauspielerin und Regisseurin von Erwachsenenfilmen (Adult Video, AV).

## Leben
Shimako Iwai wurde 1964 in der Stadt Wake in der Präfektur Okayama geboren. Sie besuchte dort auch die Schulen. 
1986 debütierte sie unter ihrem bürgerlichen Namen Shimako Takeuchi mit der Erzählung Yume miru usagi to porisu bōi (夢みるうさぎとポリスボーイ, Das träumende Kaninchen und der Polizistenjunge) als Schriftstellerin. 1988 heiratete sie zum ersten Mal und nahm den Familiennamen Iwai an. Aus der Ehe entstammen 2 Kinder.
Unter dem Künstlernamen Momoko Okayama gewann sie 1999 mit dem Werk Bokkee, kyōtē (ぼっけえ、きょうてえ, Furchtbar, schrecklich) den Großen Preis für japanische Horrorliteratur (日本ホラー小説大賞). 2000 erhielt für dafür auch den Yamamoto-Shūgorō-Preis (山本周五郎賞). Der historische Horrorroman spielt im Okayama der frühen Meiji-Zeit und erzählt die Geschichte einer Prostituierten, die über ihr Leben und ihre Gewalterfahrungen berichtet. 1999 ließ sie sich scheiden und zog nach Tōkyō.
2006 wurde Bokke e, kyōtē von Takashi Miike adaptiert und unter dem Titel Inpurinto 〜 bokke e, kyōtē 〜 (インプリント〜ぼっけえ、きょうてえ〜, Imprint, Season 1, Episode 13 der Serie Masters of Horror) verfilmt. Shimako Iwai tritt darin als folternde Prostituierte auf. 2008 heiratet sie zum zweiten Mal.
In den 2010er Jahren entwickelte sie sich zu einer prominenten Figur der japanischen Popkultur, bekannt für ihre exzentrischen Auftritte in Fernsehsendungen wie der Show Goji ni muchū! (5時に夢中, Wahnsinnig um fünf) und Talkshows. In ihren literarischen Werken schreibt sie über Themen wie Sexualität, Gewalt, regionale Identität und Außenseitertum. Ihre Texte sind bekannt für ihren offenen, oft provokanten Tonfall.
Im Jahr 2022 veröffentlichte sie ihre Autobiografie Watashi no naka no kowareta mono (私の中の壊れたもの, Was in mir zerbrochen ist), in der sie offen über ihre Kindheit, gescheiterte Ehe, ihre Karriere als Autorin und ihre Erfahrungen mit Medien und Sexualität spricht. Durch ihre freimütigen und provokanten Äußerungen gewann sie eine große Fangemeinde. 
Im Jahr 2025 veröffentlichte Iwai gemeinsam mit der Manga-Zeichnerin Rieko Saibara den Essayband Saibara Shimako: Akuyū kōkan nikki (サイバラ志麻子 悪友交換日記, Saibara & Shimako – Tagebuch zweier schlechter Freundinnen). Das Buch enthält humorvolle, teils obszöne Kurztexte über Sexualität, Altern und Freundschaft aus Iwais Alltag, die von Saibara mit Ein-Bild-Comics kommentiert werden. Der Band enthält zudem ein gemeinsames Gespräch der beiden anlässlich ihres 60. Geburtstags.
In ihren Erwachsenenfilmen thematisiert sie die sexuellen Begierden von verheirateten Frauen sowie Seniorinnen und Senioren. 2011 meinte sie: „Japans AV sind, sowohl was die Darstellerinnen als auch die Regisseure betrifft, die besten der Welt. Das Mosaik sollte durch die Nationalflagge ersetzt werden.“
Shimako Iwai ist außerhalb Japans in ausgewählten cineastischen, feministischen und Horror-Fangemeinden für ihre Horrorfilme, ihre einzigartige weibliche Stimme und ihre Fernsehauftritte bekannt. Übersetzungen ihres literarischen Werks stehen bisher nicht zur Verfügung (Stand: 4. Juni 2025). 

## Zitat
„Ich hatte schon von klein auf eine einseitige Lesevorliebe. Zum Beispiel Bücher, die mein Vater im hintersten Winkel des Wandschranks versteckt hatte, oder solche, die ich heimlich im Wandschrank las. Zum Beispiel Nachdrucke des Shin Seinen (Neue Jugend). Wenn ich jetzt daran denke, hatten die einen haarsträubenden Inhalt, und eigentlich konnte ich die Kanji noch gar nicht lesen, aber schon in den unteren Klassen der Grundschule habe ich heimlich Papas unanständige Bücher gelesen. Das ist mein Ursprung.“

– Shimako Iwai: Übersetzung aus dem Interview mit webdoku (作家の読書道, Der Lektüreweg von Schriftstellern), publiziert im Februar 2001, , abgerufen am 4. Juni 2025.

## Werke (Auswahl)
- Aka sugata no onna (赤すがたの女, Die Frau in Rot), 1986.
- Bokke e, kyōtē (ぼっけえ、きょうてえ, Furchtbar, schrecklich), 1999.
- Yoi o tateru (宵をたてる, Die hereinbrechende Dämmerung), 2001.
- Jiyū ren'ai (自由戀愛, Freie Liebe), 2002.
- Okayama jo (岡山女, Die Frau aus Okayama), 2003
- Chai koi (チャイ・コイ, trái cây, vietnamesisch für Fruchtbaum), 2005.
- Beppin dji goku (べっぴんぢごく, Die Hölle der Schönheit), 2008.
- Watashi no naka no kowareta mono (私の中の壊れたもの, Was in mir zerbrochen ist), 2022.
- Saibara Shimako … Akuyū kōkan nikki (サイバラ志麻子・悪友交換日記, Saibara & Shimako – Tagebuch zweier schlechter Freundinnen), 2025 zusammen mit der Mangaka Rieko Saibara

## Auszeichnungen
- 1999: Grosser Preis für japanische Horrorliteratur für Bokke e, kyōtē
- 2000: Yamamoto-Shūgorō-Preis für Bokke e, kyōtē
- 2002: Fujin-Kōron-Literaturpreis für Chai koi
- 2002: Shimase-Preis für Liebesgeschichten für Jiyū ren'ai

Quelle: World of Literary Prizes